# Rejon jełabuski
Rejon jełabuski (ros. Елабужский район, tatar. Alabuğa rayonı) – rejon w należącej do Rosji autonomicznej republiki Tatarstanu.
Rejon leży w północno-wschodniej części republiki i ma 1362,1 km².
Ośrodkiem administracyjnym rejonu jest miasto Jełabuga. Poza miastem na terenie tej jednostki administracyjnej znajduje się 15 wsi.
10 km od miasta Jełabuga od 2005 roku znajduje się specjalna strefa ekonomiczna o nazwie Alabuga. Strefa ta rozciąga się na terenie 20 km² nieopodal rzeki Kamy.